# Hul (muts)

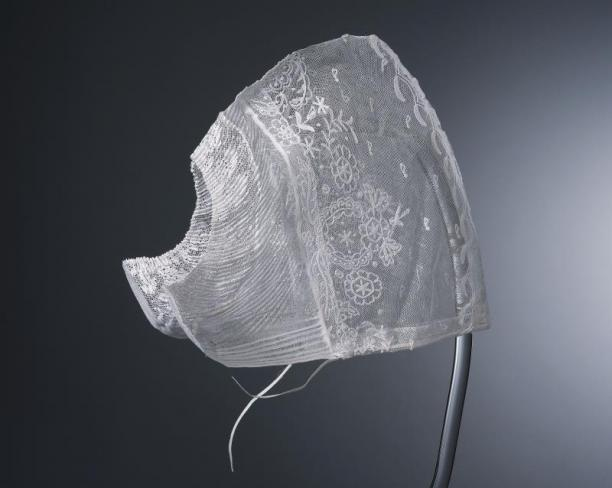
Hul uit Volendam van tule en kant.

Een hul is een vorm van een muts, die veel in de Nederlandse klederdracht gedragen wordt. Niet alleen in Volendam en West-Friesland, maar ook bijvoorbeeld in Katwijk, op Urk en in Spakenburg.
De hul is een kleine, eenvoudige muts, die strak om het hoofd gedragen wordt. Bij het voorhoofd heeft de hul een paar plooien. Soms loopt de hul opzij uit in punten. Boven de hul werd wel een hullenhoed gedragen, eronder soms een ondermuts. De hul behoorde tot de dagelijkse kleding, op zondag werd een kap gedragen.

## Geschiedenis
Vissersvrouwen langs de Noordzeekust droegen in de negentiende eeuw eenvoudige hullen. Vanaf het eind van die eeuw worden ze steeds fraaier, met borduurwerk op de bol en stroken van kloskant uit bijvoorbeeld Rijssel. De stroken kant waren soms zeer breed, en de hul werd in zo een geval "boomhul" genoemd.

## Streekdracht

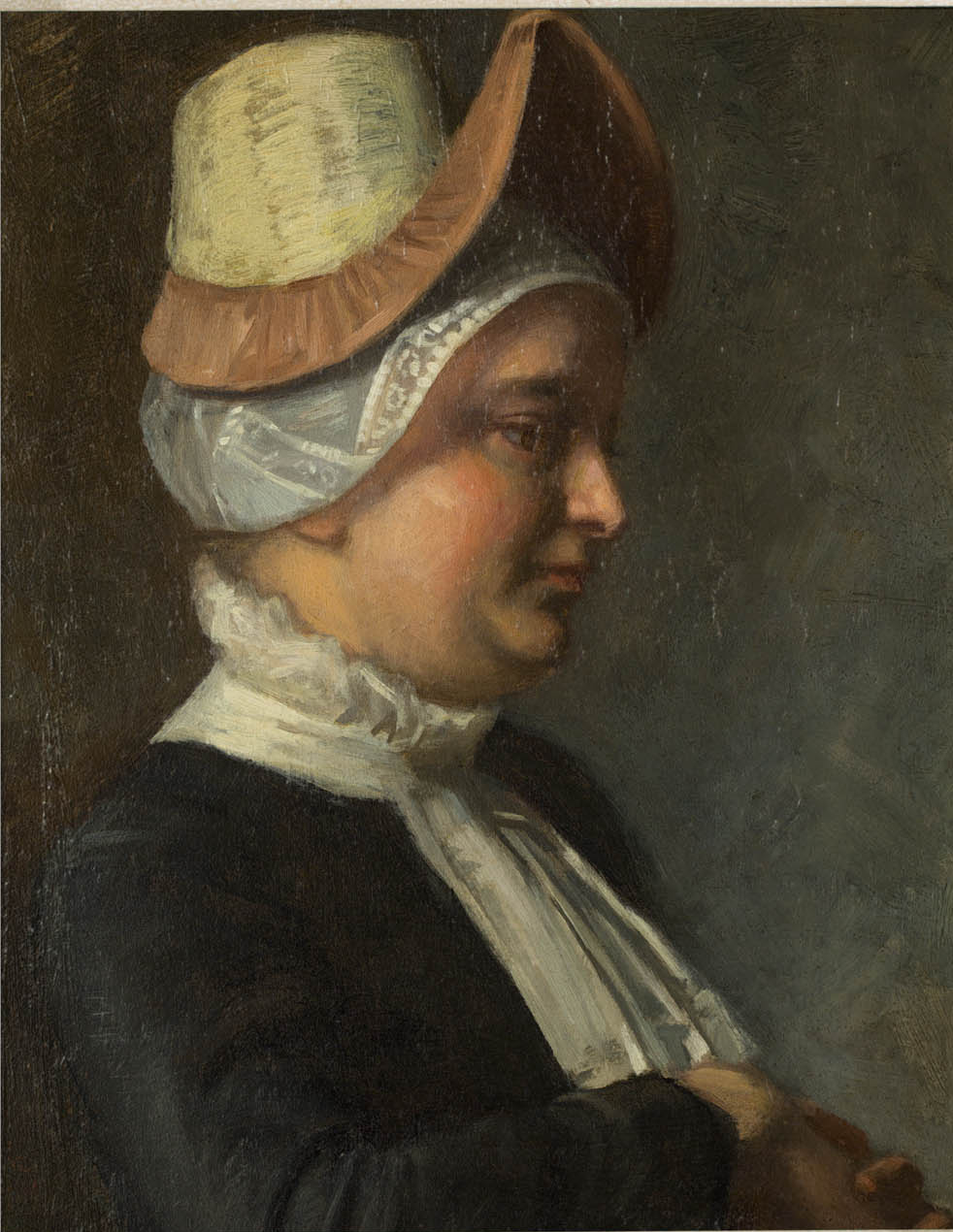
Vrouw uit West-Friesland met hul en daarop een hoed, schilderij August Allebé

De hul wordt bijvoorbeeld in de klederdracht van Volendam gedragen. In die vorm zijn de punten behoorlijk groot geworden. De punten worden in sommige varianten ook wel naar boven gebogen. Aan het materiaal, de uitvoering en aan de manier waarop de hul gedragen wordt is te zien uit welk gebied deze afkomstig is.

## Strandhul
Strandhullen waren bedoeld om op het strand te dragen, om ervoor te zorgen dat het haar van de draagster niet in de war raakte. Ze werden verkocht aan toeristen, onder andere in Noordwijk. Strandhullen zijn over het algemeen hoekiger en minder netjes uitgevoerd dan de vaak kostbare hullen voor de streekdracht. De bol van de strandhul bestaat uit twee helften, met een naad in het midden. Met banden aan de onderzijde wordt de hul op maat vastgezet. De bol wordt gemaakt van machinale kant. 

## Andere mutsen
Andere mutsen die in streekdrachten worden gedragen zijn de luifelmuts, de kornet, de sluiermuts en de mopmuts.